# Ladislav Hojer
Pour les articles homonymes, voir Hojer.
Ladislav Hojer, né le 15 mars 1958 et mort le 7 août 1986 à Prague (Tchécoslovaquie), est un tueur en série et cannibale tchécoslovaque ayant assassiné au moins cinq jeunes femmes d'une manière particulièrement sadique entre 1978 et 1981. Condamné à la peine de mort pour ses crimes, il est exécuté par pendaison à la prison de Pankrác. 
Le mobile de ses attaques est l'agression sexuelle (il a avoué 18 viols ou tentatives de viols). Selon les experts (psychiatres, sexologues, psychologues), il est un psychopathe primitif, un être amoral et asocial présentant des traits de personnalité schizoïdes et des tendances agressives. Son QI est estimé à 88, soit légèrement en dessous de la moyenne basse de la population. 

## Liste des victimes connues
| Date                                    | Identité             | Âge   | Lieu                  |
| --------------------------------------- | -------------------- | ----- | --------------------- |
| 2 novembre 1978                         | Eva R.               | 29    | Děčín                 |
| 9 février 1980                          | Ivona S.             | 25    | entre Prague et Děčín |
| août 1980 (cadavre retrouvé en octobre) | femme non identifiée | 25-35 | Ružín                 |
| 30 janvier 1981                         | Ivana M.             | 18    | Brno                  |
| 3 octobre 1981                          | Anna Š.              | 51    | Prague                |